# Antonio Alzamendi
Antonio Alzamendi Casas (* 7. června 1956, Durazno) je bývalý uruguayský fotbalista. Hrával na pozici útočníka.
S uruguayskou reprezentací hrál na dvou světových šampionátech, v Mexiku roku 1986 a v Itálii 1990 Dvakrát s Uruguayí vyhrál mistrovství Jižní Ameriky (Copa América), v letech 1983 (tehdy ovšem na turnaji nenastoupil, byl jen nominován) a 1987. Celkem za národní tým odehrál 31 utkání a vstřelil 6 gólů.
S argentinským klubem CA River Plate vyhrál v roce 1986 Pohár osvoboditelů (Copa Libertadores), nejprestižnější jihoamerickou klubovou trofej a následně i Interkontinentální pohár. Je trojnásobným mistrem Uruguaye, jednou s Nacionalem Montevideo (1983), dvakrát s Peñarolem Montevideo (1985, 1986). Roku 1985 se stal nejlepším střelcem uruguayské ligy.
V roce 1986 byl vyhlášen nejlepším fotbalistou Jižní Ameriky (v anketě El País).